# 原田高幸
原田高幸(はらだ たかゆき)は、神経科学、眼科学を専門とする日本の医学者である。医学博士(原田 2000)。
東京都医学総合研究所所属。ロート賞受賞。

## 歴来
1992年、北海道大学医学部を卒業し、北海道大学医学部附属病院眼科学教室に入局する。
2001年、テキサス大学サウスウェスタンメディカルセンター
ヒューマンフロンティア財団 長期フェローとなる。
2002年、東京医科歯科大学難治疾患研究所 分子神経科学・助手となる。
2004年、東京都神経科学総合研究所 分子神経生物学研究部門・部門長となる。
2011年より東京都医学総合研究所 視覚病態プロジェクト・プロジェクトリーダーとなる。
2013年より徳島大学医歯薬学研究部 眼科学分野・客員教授となる。
2015年より東京都医学総合研究所 運動・感覚システム研究分野・分野長となる。

## 論説・著作
- 原田, 高幸「網膜におけるグルタミン酸トランスポーターGLASTおよびGLT-1の機能」、北海道大学、2000年3月24日、doi:10.11501/3168633、NAID 500000189512、学位授与番号 甲第5069号。